# Moerasstruisgras
Moerasstruisgras, kruipend struisgras of hondsstruisgras (Agrostis canina) is een soort uit het geslacht struisgras (Agrostis).

## Determinatie
Moerasstruisgras is een vaste plant die zeer dichte zoden kan vormen. De plant wordt 30–70 cm hoog en heeft vrij korte, dunne uitlopers. De stengel staat rechtop of is geknikt-opstijgend en vormt dan vaak wortels op de liggende knopen. De zeer fijne tot 1 mm brede, lichtgroene bladeren zijn iets ruw en hebben fijne ribben. Jonge bladeren zijn opgerold. De spitse ligula van het bovenste blad is tot 4 mm lang, maar van de onderste bladeren korter.
Moerasstruisgras bloeit in juli en augustus met 3–16 cm lange pluimen. De tot 3 mm lange aartjes bestaan uit één bloempje. De 2 mm lange kelkkafjes zijn spits en hebben één nerf. De onderste, aan de top afgeknotte 1,8 mm lange kroonkafjes hebben vijf nerven met een rugnaald, die onder het midden is aangehecht. Het bovenste kroonkafje is zeer kort of afwezig. De vrucht is een graanvrucht.
Moerasstruisgras heeft 2n=14 chromosomen.

## Ecologie
Moerasstruisgras komt voor op zure, vochtige tot natte, meso-oligotrofe zand- en veengrond. Over het algemeen prefereert de soort zonnige standplaatsen.

### Syntaxonomie
Moerasstruisgras geldt als kensoort van het verbond van zwarte zegge (Caricion nigrae).

## Verspreiding
Het natuurlijke verspreidingsgebied van moerasstruisgras omvat de gematigde streken van Eurazië. In Groenland, Algerije het noordoosten van Noord-Amerika is zij een aangevoerde soort.

## Antropogene toepassingen
De soort wordt soms voor de aanleg van gazons gebruikt; onder andere Agrostis canina var. montana.

## Fotogalerij

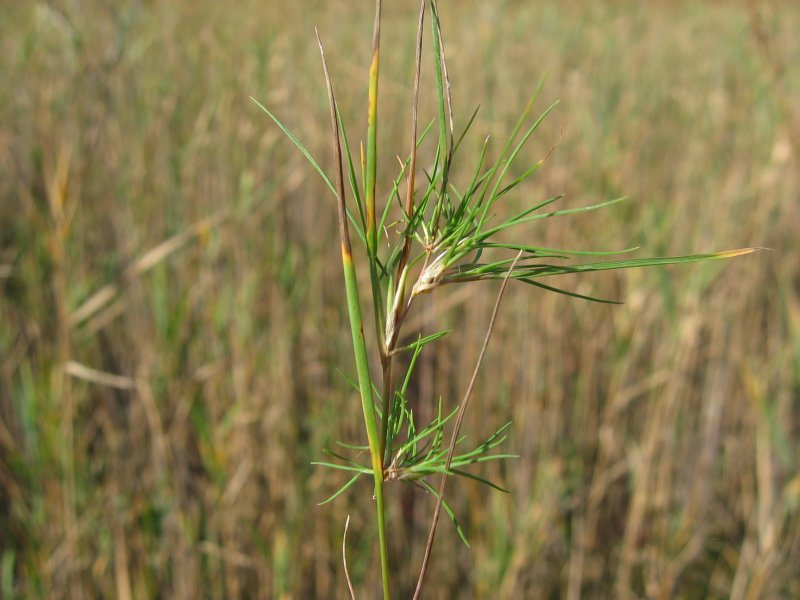
Valse viviparie bij moerasstruisgras
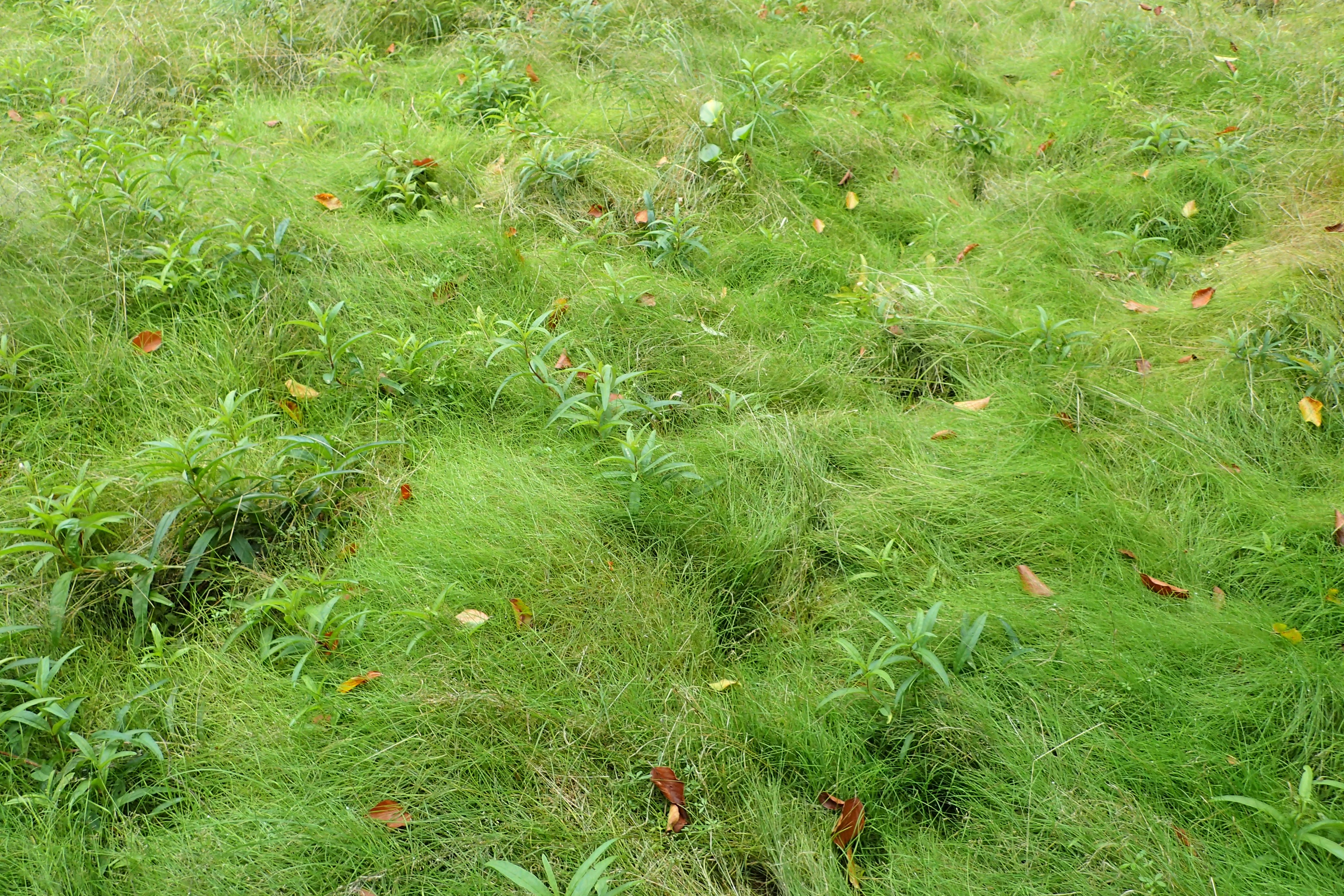
Een dichte mat van moerastruisgras